# Yasutaka Sato
Yasutaka Sato (em japonês:  佐藤 安孝; 3 de fevereiro de 1940) é um ex-jogador de voleibol do Japão que competiu nos Jogos Olímpicos de 1964.
Em 1964, ele fez parte da equipe japonesa que conquistou a medalha de bronze no torneio olímpico, no qual jogou em todas as nove partidas.